# Johannes Vermeer
Johannes Vermeer van Delft ili Jan Vermeer ili Johannes van der Meer (Delft, kršten 31. listopada 1632. – Delft, 1675.) smatra se jednim od najboljih nizozemskih slikara koji se specijalizirao za interijere domaćinske atmosfere običnog građanskog života. Cijela jedna epoha 17. st. u Nizozemskoj ostala je vjerno prikazana u njegovim slikama.

## Životopis
Jako je malo toga poznato o Vermeerovom životu, jedini izvor informacija su neki registri, pokoji službeni dokument i komentari drugih umjetnika. 
Njegov otac Reynier Vermeer je bio tkalac i trgovac umjetninama te je zaslužan za sinovljevu umjetničku naobrazbu. Nije poznato gdje je Vermeer učio slikarstvo niti tko mu je bio učitelj, pretpostavlja se da je to bio Carel Fabritius (1622. – 1654.) ili Leonaert Bramer (1596 - 1674).
Nakon očeve smrti on nasljeđuje njegov posao. Vermeer, inače protestant, ženi se 1653. katolkinjom Catherinom Bolmes, preobraćuje se na katoličanstvo i ostvaruje brojnu obitelj od čak četrnaestero djece. 
Tijekom nizozemskog tzv. „Zlatnog stoljeća” slikarstvo nije bilo smatrano umjetnošću već tek pukim obrtom. Skoro cijeli život je proveo u gradu Delftu gdje je bio član slikarskog ceha Sv. Luke. Vermeer je bio umjereno uspješan provincijalni slikar u svoje vrijeme i izgleda da se nikada nije obogatio za života; vjerojatno zato što je slikao relativno malo djela ostavivši svoju ženu i djecu u dugovima nakon svoje smrti. 
Zbog ekonomskih teškoća nastalih Francusko-Nizozemskim ratom 1672. g., seli se u Mechelen gdje je u dobi od tek 43 godine umro. Njegova obitelj je bila primorana prodati mnoge njegove ponajbolje slike koje je namijenio najvoljenijima. 
Doslovno zaboravljen skoro dvije stotine godina, 1866. kritičar umjetnosti Thoré Bürger objavljuje esej pripisavši mu 66 slika (tek 35 je danas sa sigurnošću potvrđeno kao njegove). Od tada, Vermeerova slava raste i priznat je kao jedan od najvećih nizozemskih slikara „Zlatnog stoljeća”. 
Djelomice to priznanje slijedi iz njegovog majstorskog služenja svjetlom u svojim slikama ostvarujući izvanrednu prostornost.

## Način rada i motivi
Vermeer je slikao prozirnim bojama nanoseći boju na platno u mnogim slojevima, tehnika koja se naziva pointillé. Neki čak pretpostavljaju da je u svom minucioznom prepisivanju stvarnosti koristio i cameru obscuru. Neki svjetlosni i perspektivni efekti su se mogli dobiti samo uporabom određenih leća. 
Nijedan umjetnik 17. st. nije, poput njega, tako lakomo i slobodno koristio najskuplji pigment tog vremena - lapis lazuli, prirodni ultramarin. Koristio ju je i u predmetima koji nisu nužno morali biti plavi, kao ženske suknje ili traka na glavi Djevojke s bisernom naušnicom, pa čak i podslikavanje sjena kao na njegovoj  Glazbenoj lekciji i  Čaši vina. Preko sjena tamnog ultramarina znao je slagati slojeve toplih boja crvene i okera koje su se reflektirale na zidovima stvarajući dojam da su ugrijani toplim svjetlom.  To je vjerojatno inspirirano Leonardovim zapažanjima da je površina svakog predmeta obojena bojom predmeta koji se reflektira na njoj.  Što bi značilo da predmet nije nikada obojen samo jednom, njegovom izvornom bojom.
Vermeer je uglavnom slikao scene domaćinskih interijera, to su genre djela i portreti s iznimkom dvije veličanstvene panorame Delfta. 
Likovi njegovih slika pružaju presjek društvenih odnosa u nizozemskoj tog doba. Od obične mljekarice, do luksuznih i taštih zvaničnika i trgovaca u svojim ugodnim kućama. Suptilne vjerske i znanstvene konotacije se mogu pronaći u mnogim njegovim djelima.  
Na njega su, direktno ili posredno, utjecala djela umjetnika kao što su: nizozemci Carel Fabritius, Leonaert Bramer, Dirck van Baburen i talijan Caravaggio.

## Djela
Samo su tri njegove slike datirane: Dobavljačica (1656., Dresden, Gemäldegalerie), Astronom (1668., Paris, Louvre), i Geograf (1669., Frankfurt, Städelsches). 
Neke od njegovih slika, kao Alegorija vjere (oko 1670., New York, Metropolitan muzej) i Pismo (oko 1670., Amsterdam, Rijksmuseum) se zbog manire slikanja smatraju njegovim kasnim djelima. 
Danas mu se pripisuje 35 slika, iako mu je 1866. godine Thoré Burger pripisao njih 66. 

### Galerija priznatih slika (kronološki)
- Zaspala djevojka, ulje na platnu, 1656.-1657.
- Oficir i nasmijana djevojka, 1657.-59.
- Čaša vina, ulje na platnu,  1658.-1661.
- Prekinuta svirka (1660.-1661.)
- Glazbena lekcija (1662.)
- Djevojka s vrčem (1662.-1663.)
- Čipkarica (1669.)
- Djevojka s bisernom ogrlicom (1664.)
- Koncert (1665.-66.)
- Dama sa sluškinjom i pismom (1667.)
- Geograf (1669.)
- Astronom (1671.)
- Gitaristica (1669.-1672.)
- Ljubavno pismo (1670.)
- Dama sa sluškinjom piše pismo (1670.)

Sve priznate slike po kronološkom redu:
1. Krist u Marijinoj i Martinoj kući, 1654. – 1655. - ulje na platnu, 160 x 142 cm, Državna Škotska galerija, Edinburgh.
2. Diana i družice, 1655. – 1656. - ulje na platnu, 98,5 x 105 cm, Mauritshuis, Den Haag
3. Dobavljačica, 1656. - ulje na platnu, 143 x 130 cm, Gemäldegalerie Alte Meister, Dresden.
4. Djevojka čita pismo pored otvorenog prozora, 1657. - ulje na platnu, 83 x 64,5 cm, Gemäldegalerie Alte Meister, Dresden.
5. Zaspala djevojka, 1657. - Metropolitan, New York.
6. Malena ulica, 1657/58. - Rijksmuseum, Amsterdam.
7. Oficir s nasmijanom djevojkom, oko 1657. - ulje na platnu, 50,5 x 46 cm, Frick kolekcija, New York.
8. Mljekarica, oko 1658. - ulje na platnu, 45,5 x 41 cm, Rijksmuseum, Amsterdam.
9. Gospodin i djevojka koji piju, 1658. – 1660. - ulje na platnu, 39,4 x 44,5 cm, Gemäldegalerie, Berlin.
10. Djevojka s čašom vina, oko 1659. - ulje na platnu, Muzej Herzog Anton-Ulrich, Braunschweig.
11. Pogled na Delft, 1659. – 1660. - ulje na platnu, 98,5 x 117,5 cm, Mauritshuis, Den Haag.
12. Prekinuta svirka, 1660. – 1661. - ulje na platnu, 39,4 x 44,5 cm, Frick kolekcija, New York.
13. Žena u plavom čita pismo, 1663. – 1664. - ulje na platnu, 46,6 x 39,1 cm, Rijksmuseum, Amsterdam.
14. Glazbena lekcija ili Djevojka za virginalom s gospodinom, 1662/5. - ulje na platnu, 73,3 x 64,5 cm, Kraljičina galerija, London.
15. Žena s lutnjom kod prozora (c. 1663) - Oil on canvas, 51,4 x 45,7 cm, Metropolitan Museum of Art, New York
16. Žena s bisernom ogrlicom, 1662. – 1664. - ulje na platnu, 55 x 45 cm, Gemäldegalerie, Berlin
17. Žena s vrčem, 1660. – 1662. - ulje na platnu, 45,7 x 40,6 cm, Metropolitan, New York.
18. Žena s vagom, 1662. – 1663. - ulje na platnu, 42,5 x 38 cm, Državna umjetnička galerija, Washington.
19. Dama s pismom, 1665. – 1666. - ulje na platnu, 45 x 40 cm, National Gallery of Art, Washington
20. Djevojka s bisernom naušnicom ili Djevojka s turbanom, Glava djevojke s turbanom, oko 1665. - ulje na platnu, 46,5 x 40 cm, Mauritshuis, Den Haag.
21. Koncert, 1665. – 1666. - ulje na platnu, 69 x 63 cm, ukradena u ožujku 1990. iz muzeja Isabelle Stewart Gardner u Bostonu.[5]
22. Portret djevojke (1666-1667) - ulje na platnu, 44,5 x 40 cm, Metropolitan Museum of Art, New York
23. Alegorija slikarstva ili Umjentost slikarstva, 1666/67. - ulje na platnu, Kunsthistorisches Museum, Beč.
24. Gospodarica i služavka, 1667/68. - ulje na platnu, Frick kolekcija, New York-
25. Djevojka s crvenim šeširom, 1668. - ulje na platnu, Državna galerija umjetnosti, Washington.
26. Astronom, 1668. - ulje na platnu, Louvre, Pariz.
27. Geograf, 1668/69. - ulje na platnu,Städelsches Kunstinstitut, Frankfurt.
28. Čipkarica, 1669/70. - ulje na platnu ,Louvre, Pariz.
29. Ljubavno pismo, 1669/70. - ulje na platnu, Rijksmuseum, Amsterdam.
30. Dama sa služavkom piše pismo, 1670. - ulje na platnu, 71,1 x 58,4 cm, Državna galerija Irske, Dublin.
31. Alegorija vjere, 1671/74. - ulje na platnu, Metropolitan, New York.
32. Gitaristica, 1672. - ulje na platnu, Iveagh Bequest Kenwood House, London.
33. Dama stoji za virginalom, 1670./'72. - ulje na platnu, Državna galerija, London.
34. Dama za virginalom, 1670/72. - ulje na platnu, Državna galerija, London.
35. Dama sjedi za virginalom, 1670. - ulje na platnu, Wynn Las Vegas.

## Vermeer u drugim umjetnostima
- Vermeerov Pogled na Delft se nalazi u dijelovima djela Marcela Prousta U potrazi za izgubljenim vremenom.
- Istoimena knjiga i film Djevojka s bisernom naušnicom nazvani su po slici; oni predstavljaju maštovit prikaz Vermeerovog slikarstva i odnosa prema modelu.
- Knjiga Djevojka u hijacintno plavom je o izmišljenoj Vermeerovoj slici, 2003. je po njoj snimljen film Kist sa sudbinom. Film, koji je premijerno prikazan 2. siječnja 2003. na CBS-u prati imaginarnu Vermeerovu sliku koja putuje kroz ruke raznih ljudi.
- Liker Vermeer Dutch Chocolate Cream Liqueur je inspiriran i nazvan po Vermeeru i na bocama je ugraviran njegov potpis i logo u kojem se sadrži Djevojka s bisernom naušnicom.
- Salvador Dalí, koji se uveliko divio Vermeeru[nedostaje izvor], naslikao ga je u Duh Vermeera iz Delfta koji se može iskoristiti kao stol, 1934.
- Dječja priča iz 2003., Tragajući za Vermeerom od Blue Balliett opisuje krađu slike Djevojka koja piše i ima autentičnost Vermeerovih slika za glavnu temu. Također i u nastavku Wright 3.
- Nizozemski skladatelj Louis Andriessen je zasnovao svoju operu 'Pišući Vermeeru (1997-98, libretto - Peter Greenaway), na domaćinskom životu Vermeera.
- Knjiga i film Djevojka, prekinuto uzeli su naslov iz Vermeerove slike Djevojka prekinuta u sviranju.